# Liste von Sakralbauten in Mariupol

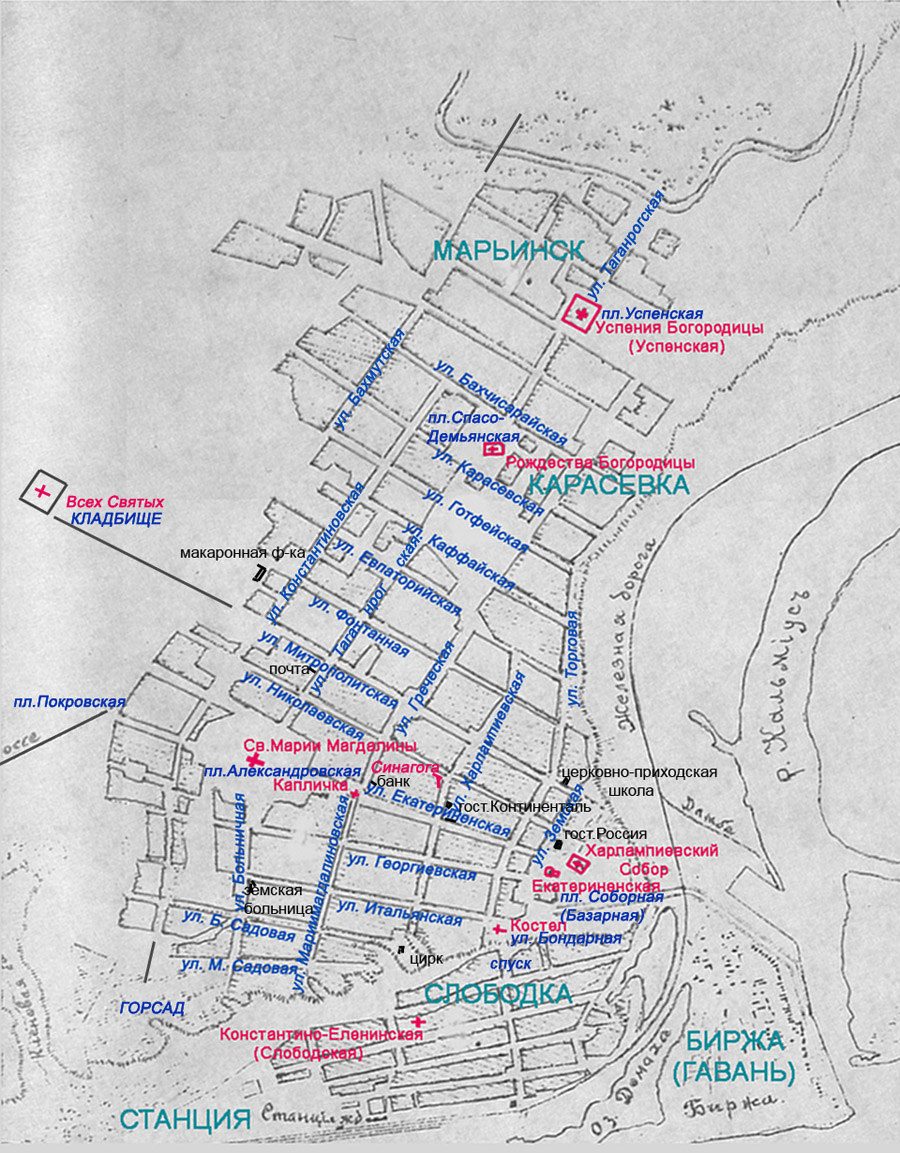
Stadtplan von 1892 mit den Sakralbauten (in roter Farbe)

Die Liste der Sakralbauten in Mariupol beschreibt ausgewählte Gotteshäuser in Mariupol.

## Historischer Hintergrund
Mariupol ist eine Gründung griechisch-orthodoxer Siedler, die Ende der 1770er Jahre in großer Zahl von der Krim abwanderten, da sie dort zunehmend weniger toleriert wurden. Die Neuankömmlinge brachten wirtschaftlichen Fortschritt mit in die Gegend, so dass die Stadt schnell anwuchs. Der Vordenker der Abwanderung, der Metropolit Ignatios (1771–1786), begründete die ersten Kirchen in den 1780er Jahren. Später stieg der Einfluss der russisch-orthodoxen Kirche. Im Jahr 1882 erreichte ein Zweig der Katharinenbahn die Stadt Mariupol. 1889 wurde ein moderner Tiefwasserhafen an der Küste des Asowschen Meeres eröffnet. Zwei Hüttenwerke folgten, ausländische Konsulate und Handelsvertretungen entstanden. In der Folge des Aufblühens der Stadt entstanden viele repräsentative Gebäude. Auch einige der Kirchen und Synagogen hatten ihren Ursprung in dieser Zeit.
Nach dem Ersten Weltkrieg bildete sich erstmals eine eigenständige ukrainische Kirche, die erste Ukrainische Autokephale Orthodoxe Kirche, die aber 1930 ihre Autokephalie verlor. In den Folgejahren wurden alle Kirchengebäude der Stadt zerstört und die Synagogen geschlossen, da der Einfluss der kämpfenden Gottlosen wuchs, die eine eigene Union der militanten Ungläubigen der Ukraine (ukrainisch Спілка войовничих безвірників України) bildeten. Deren Niedergang brachte minimale Verbesserungen und nach dem Zweiten Weltkrieg, währenddessen die kurzlebige zweite Ukrainische Autokephale Orthodoxe Kirche bestand, konnte sich eine neue Gemeinde in Mariupol etablieren, die der heutigen St.-Nikolaus-Kathedrale (Mariupol).
Wirklichen Aufschwung brachte aber erst die Perestroika und die Gründung der Ukraine, seit der nicht nur zahlreiche neue Kirchen entstanden, sondern auch die jüdische und die islamische Gemeinde eigene Gotteshäuser in Mariupol gründen konnten. Innerhalb der orthodoxen Kirche kam es zu zahlreichen Zerwürfnissen. So bildeten sich in der Ukraine: die autokephale Orthodoxe Kirche der Ukraine, entstanden 2018 durch griechische Vermittlung aus der dritten Ukrainischen Autokephalen Orthodoxen Kirche und der Ukrainisch-Orthodoxen Kirche Kiewer Patriarchats (Eparchie Donezk und Mariupol), die autonome Ukrainisch-Orthodoxe Kirche Moskauer Patriarchats (Eparchie Donezk und Mariupol, zirka 20 Kirchen und Kapellen im Stadtgebiet) und eine Restkirche der Ukrainisch-Orthodoxen Kirche Kiewer Patriarchats (Eparchie Mariupol), die die Vereinnahmung durch die griechische Kirche ablehnt, aber auch nicht zur russischen gehören will, wodurch gleich drei orthodoxe Bischöfe für Mariupol zuständig sind. Daneben gibt es noch die russisch-orthodoxe Kirche in den von Russland annektierten Gebieten (Krim, VR Donezk, VR Lugansk), und die wieder zugelassene Ukrainische griechisch-katholische Kirche (Erzbischöfliches Exarchat Donezk). Mit der Belagerung von Mariupol kam es im Jahr 2022 erneut zu massiven Angriffen auf Kirchengebäude. Etliche Kirchen wurden beschädigt bzw. zerstört.
Bei den älteren Kirchen ist zum einen die kirchliche Zugehörigkeit schwer zu klären, da sie von einem griechisch-orthodoxen Metropoliten gegründet wurden, später aber mutmaßlich zur russisch-orthodoxen Kirche oder zur Ukrainischen Autokephalen Orthodoxen Kirche gehörten, zum anderen sind die Architekten nicht immer ermittelbar. Ähnlich verhält es sich mit der zweiten Welle von Kirchengründungen ab 1870. Vermutlich waren es hier die Stadtbaumeister, die die Entwürfe lieferten.
Bekannte Stadtbaumeister ab 1870
- Samuel Josipowitsch Ber (ukrainisch: Самуїл Йосипович Бер / russisch Самуил Иосифович Бер)[2] (1854–1905), ausgebildet in St. Petersburg, ging spätestens 1883 nach Chabarowsk, wo er als Architekt und Rabbiner wirkte[3][4]
- Adolf Gustawowitsch Emerik (ukrainisch: Адольф Густавович Емерік / russisch: Адольф Густавович Эмерик)[2]
- 1900 oder 1901 wurde Wiktor Nilsen vom Mariupoler Bürgermeister Iwan Alexejewitsch Popow (russisch: Иван Алексеевич Попов) zum Stadtbaumeister der Stadt Mariupol ernannt.[2]

In der Zeit nach dem Jahr 1989 kam es teils zu mehrfachen Wechselvorgängen der Gebäude zwischen den orthodoxen Kirchen. So wurde aus der für Mariupol zuständigen Bischofskirche des Moskauer Patriarchats, der Peter-Paul-Kathedrale in Donezk, im Jahr 1998 die Verklärungskathedrale des Kiewer Patriarchats, welche 2018 an die Orthodoxe Kirche der Ukraine kam.

## Orthodoxe Kirche der Ukraine
| Name                                                     | Ukrainischer Name                                               | Bild | Adresse                   | Baujahr | Erhalten | Architekt | Beschreibung |
| -------------------------------------------------------- | --------------------------------------------------------------- | ---- | ------------------------- | ------- | -------- | --------- | --- |
| St.-Pantaleon-Kirche                                     | Храм великомученика Пантелеймона                                |      | вулиця Успенська 5        | 2017    | nein     |           | 14 Meter hohe Holzkirche – während der Belagerung von Mariupol im Frühjahr 2022 komplett zerstört |
| Erzengel-Michael-Kapelle                                 | Храм-каплиця Архистратига Михайла                               |      | Нахімова проспект 84      | 2019    | ja       |           | |
| St.-Olga-Kirche                                          | Храм святої княгині Ольги                                       |      | вулиця Маміна Сибіряка 66 | 2020    | ja       |           | Vorgängerbau wurde 2009 niedergebrannt (damals noch Teil der Ukrainisch-Orthodoxen Kirche Kiewer Patriarchats) – neuer Glockenturm 2020 neu geweiht |
| St.-Petro-Mohyla-Kirche und Mariä-Himmelfahrt-Kathedrale | Храм святого Петра Могили та собор Успіння Пресвятої Богородиці |      | проспект Нахімова 3       | 2020    | ja       |           | entstand durch Umbau eines bestehenden Gebäudes, Weihe im September 2020: Erdgeschoss St.-Petro-Mohyla-Kirche, Obergeschoss Mariä-Himmelfahrt-Kathedrale, zudem Schule, Bibliothek und Kantine im Gebäude – Fassade mit 500 Meter langer Bemalung von Olga Tscheromuschkina – seit Juni 2022 massiv durch russische/prorussische Besatzer im Bestand bedroht, da sie russischen Vorgaben nicht entspreche, Bibliothek mit ukrainischen Unikaten am 25. Juni 2022 gezielt zerstört |
| Hl.-Fürbitte-Kirche                                      | Свято-Покровский храм                                           |      | улица Олимпийская 79/1    | 2021    | ja       |           | Gedächtniskirche für die im Krieg mit Russland gefallenen Soldaten |

## Ukrainisch-Orthodoxe Kirche Moskauer Patriarchats
| Name                                                                          | Ukrainischer / Russischer Name                              | Bild | Adresse                                                                   | Baujahr   | Erhalten | Architekt                           | Beschreibung |
| ----------------------------------------------------------------------------- | ----------------------------------------------------------- | ---- | ------------------------------------------------------------------------- | --------- | -------- | ----------------------------------- | --- |
| St.-Nikolaus-Kathedrale                                                       | Свято-Микільський кафедральний собор                        |      | улица Кальмиусская 114                                                    | 1989–1991 | ja       | A. D. Kljujew & N. J. Erenburg      | |
| Erzengel-Michael-Kathedrale                                                   | Собор Архистратига Михайла                                  |      | улица Воинов-Освободителей 3                                              | 1996–1998 | ja       | V. N. Konstantinow, L. N. Kuzminkow | Zur Pfarrei gehören zwölf Kirchen und zwei Kapellen im Stadtgebiet – im März 2022 durch Beschuss beschädigt |
| Mariä-Schutz-und-Fürbitte-Kirche                                              | Храм Покрови Пресвятої Божої Матері                         |      | улица Савчука 41                                                          | 2007–2020 | ja       | Stanislaw Stolow                    | Mariä Schutz und Fürbitte geweiht – Pfarrei der St.-Nikolaus-Kathedrale – während der Belagerung von Mariupol im Frühjahr 2022 besetzten russische und prorussische Einheiten die Kirche                                                                                                  |
| St.-Nikolaus-Kirche                                                           | Свято-Миколаївський храм                                    |      | проспект Нахимова 37-А                                                    | 2000–2001 | ja       |                                     | Pfarrei der St.-Nikolaus-Kathedrale |
| Alexander-Newski-Kirche                                                       | Храм Святого Олександра Невського                           |      | улица Соборная                                                            | 2017      | ja       |                                     | |
| Dreifaltigkeitskirche                                                         | Свято-Троїцький храм                                        |      | улица Троицкая 46                                                         | 2006      | ja       |                                     | gehört zur Erzengel-Michael-Kathedrale – während der Belagerung von Mariupol im Frühjahr 2022 beschädigt |
| Mariä-Entschlafens-Kirche                                                     | Свято-Успенский храм                                        |      | улица Сурикова 36                                                         | 1989      | Ruine    |                                     | gehört zur Erzengel-Michael-Kathedrale – während der Belagerung von Mariupol gab es im Frühjahr 2022 Gefechte direkt bei der Kirche – schwer beschädigt |
| St.-Wladimir-Kirche                                                           | Храм святого равноапостольного князя Владимира              |      | улица Киевская 45                                                         | 2004      | ja       |                                     | gehört zur Erzengel-Michael-Kathedrale – auch: russisch Свято-Владимирский храм, ukrainisch Свято-Володимирський Храм – die provisorische Kirche (erbaut 1999–2000) wurde am 25. Januar 2015 durch eine Granate beschädigt – während der Belagerung von Mariupol im April 2022 beschädigt |
| St.-Ambrosius-Kirche                                                          | Свято-Амвросиевский храм                                    |      | улица Волонтеровская 4                                                    |           | ja       |                                     | gehört zur Erzengel-Michael-Kathedrale |
| St.-Charalambos-Kirche                                                        | Свято-Харалампиевский храм                                  |      | улица Невская 27                                                          |           | ja       |                                     | gehört zur Erzengel-Michael-Kathedrale |
| Tempel der Ikone der stillenden Gottesmutter                                  | Храм иконы Божией Матери “Млекопитательница”                |      | улица Металлургическая 1                                                  |           | ja       |                                     | gehört zur Erzengel-Michael-Kathedrale – soll Kuppel erhalten |
| St.-Georgs-Kirche                                                             | Свято-Георгиевский храм                                     |      | Sartana, Соборна вулиця                                                   | 2005      | ja       |                                     | gehört zur Erzengel-Michael-Kathedrale – Vorgängerkirche war von 1842 |
| Mariä-Geburts-Kirche                                                          | Храм Рождества Пресвятой Богородицы                         |      | улица 40 лет Октября 98                                                   |           | ja       |                                     | gehört zur Erzengel-Michael-Kathedrale |
| Hl.-Fürbitte-Kirche                                                           | Свято-Покровский храм                                       |      | улица Олимпийская 79/1                                                    |           | ja       |                                     | gehört zur Erzengel-Michael-Kathedrale |
| Kirche der heiligen Märtyrerinnen Fides, Spes, Caritas und ihrer Mutter Sofia | Храм святых мучениц Веры, Надежды, Любови и матери их Софии |      | улица Гонды 40                                                            |           | ja       |                                     | gehört zur Erzengel-Michael-Kathedrale |
| Kirche der heilig-königlichen Passionsträger                                  | Храм святых Царственных Страстотерпцев                      |      | вулиця Чайковського 34                                                    |           | ja       |                                     | gehört zur Erzengel-Michael-Kathedrale |
| Kapelle der hl. Anastasia von Sirmium                                         | Часовня Святой вмч. Анастасии Узорешительницы               |      | Priazovsky-Strafkolonie Nr. 107 (Приазовская исправительная колония №107) |           | ja       |                                     | gehört zur Erzengel-Michael-Kathedrale |
| Hl.-Trauer-Kapelle                                                            | Свято-Скорбященская часовня                                 |      | Untersuchungsgefängnis (russisch территория следственного изолятора)      |           | ja       |                                     | gehört zur Erzengel-Michael-Kathedrale |
| Alexander-Newski-Kirche                                                       | Храм святого Александра Невского                            |      | Justizvollzugsanstalt Nr. 138 (russisch исправительный центр №138)        |           | ja       |                                     | gehört zur Erzengel-Michael-Kathedrale |
| Hl.-Verklärungs-Kirche                                                        | Свято–Преображенский храм                                   |      | Відрадна вулиця 14                                                        | 2001      | Reste    |                                     | Pfarrei der St.-Nikolaus-Kathedrale – während der Belagerung von Mariupol im April 2022 zerstört |
| Allerheiligenkirche                                                           | Всесвятский кладбищенский храм                              |      | Старокрымском кладбище                                                    |           | ja       |                                     | Pfarrei der St.-Nikolaus-Kathedrale – Friedhofskirche |
| St.-Boris-und-Gleb-Kirche                                                     | Свято-Борисо-Глебский храм                                  |      | улица Азовской военной флотилии 25                                        |           | ja       |                                     | Pfarrei der St.-Nikolaus-Kathedrale |
| Kapelle der heiligen Märtyrerin Tatiana                                       | Каплиця святої мучениці Тетяни                              |      | Університетська вулиця, 7 (Nordwesten des Areals der TU)                  | 2018      | Ruine    |                                     | Einweihung 2018 – schwere Beschädigung im März 2022 |
| St.-Serafim-Kirche                                                            | Свято-Серафимовский Храм                                    |      | Kamensk, Плотинна вулиця 108А                                             |           | ja       |                                     | Pfarrkirche von Kamensk, gehört zur Erzengel-Michael-Kathedrale |
| St.-Elias-Kirche                                                              | Свято-Ильинский храм                                        |      | Staryj Krym, улица Комсомольская 35                                       |           | ja       |                                     | einzige orthodoxe Kirche des Ortsteils |

## Vor 1939 zerstörte orthodoxe Kirchen
| Name                                      | Ukrainischer Name                   | Bild | Adresse                                                   | Baujahr   | Erhalten      | Architekt                                 | Beschreibung |
| ----------------------------------------- | ----------------------------------- | ---- | --------------------------------------------------------- | --------- | ------------- | ----------------------------------------- | --- |
| Griechisch-orthodoxe St.-Katharina-Kirche | Катерининська (Грецька) церква      |      |                                                           | 1780–1782 | bis nach 1930 |                                           | Erbaut als Kathedrale des Heiligen Charalambos. Nach Neubau dieser aufgegeben, 1868 saniert und zur Katharinenkirche umgewidmet. 1786 wurde der Metropolit Ignatios in der Kirche bestattet. In den 1930er Jahren durch die Sowjetunion gesprengt. |
| Kathedrale des Heiligen Charalambos       | Харлампіївський собор               |      | проспект Миру 1                                           | 1823–1845 | bis nach 1930 |                                           | Die 1845 geweihte Kathedrale mit dem hohen Glockenturm war das größte Gebäude Mariupols. Neben dem Hochaltar des Heiligen Charalambos gab es noch Seitenaltäre für die Heiligen Georg und des Nikolaus. Die Ikone des Heiligen Georg befindet sich heute im Nationalen Kunstmuseum Kiews. Sprengung in den 1930er Jahren durch die Sowjetunion.          |
| Kirche der Heiligen Maria Magdalena       | Церква Марії Магдалини              |      | Театральна площа                                          | 1897      | bis 1934      |                                           | Die 1897 geweihte Kirche mit fünf Türmen hatte einen Hochaltar für Maria Magdalena und Seitenaltäre zu „Ehren der Fürbitte der Jungfrau Maria“ und Johannes des Täufers. 1934 durch Sowjetunion gesprengt. Auf dem ehem. Kirchfriedhof wurden im 2. Weltkrieg deutsche Offiziere bestattet. Fundamente 2018 sichtbar gemacht, Kirchenmodell aufgestellt. |
| Kapelle                                   | Капличка                            |      | проспект Миру / вулиця Грецька                            | nach 1891 | bis 1932      |                                           | Ersatzneubau für die 1891 abgerissene Vorgängerkirche der Maria-Magdalena-Kirche, 1932 für Straßenbahntrasse gesprengt. |
| Kirche der Heiligen Konstantin und Helena | Церква святих Костянтина та Єлени   |      | вулиця Перша Слобідка 104                                 | 1903–1911 | bis 1935      | Stadtbaumeister Wiktor Nilsen (1871–1949) | Die 1911 geweihte neobarocke Kirche mit Glockenturm wurde dem byzantinischen Kaiser Konstantin und seiner Mutter Helena geweiht. Sie hatte eine mittelalterliche Ikone der Gottesmutter aus Ochtyrka. 1935 durch Sowjetunion gesprengt. |
| Mariä-Himmelfahrt-Kirche von Marinka      | Успенська церква                    |      | вулиця Артема 140                                         | 1887      | bis 1936      |                                           | Die 1887 eingeweihte Kirche hatte eine wertvolle mittelalterliche Ikone Mariens. 1936 durch Sowjetunion gesprengt. |
| Mariä-Geburt-Kirche von Karassewka        | Храм Різдва Богородиці              |      | вулиця Артема 93                                          | 1868      | bis 1936      |                                           | In dieser Kirche wurde besonders die Ikone von Kosmas und Damian verehrt. Archip Iwanowitsch Kuindschi hatte in dieser Kirche seine Taufe und Hochzeit. |
| Allerheiligenkirche                       | Цвинтарна церква в ім'я Всіх Святих |      | Zentralfriedhof in der Nähe des Hofes Matesov             | 1848      | bis nach 1930 |                                           | Friedhofskirche, daher keine eigene Gemeinde und der Kathedrale zugehörig – neue Ikonostase 1892 – in den 1930er Jahren durch die Sowjetunion zerstört |
| Nikolaikirche                             | Николаевская церковь                |      | östlich der Ecke Нікопольський проспект / Левченка вулиця | 1900      | nein          |                                           | erste orthodoxe Kirche der Arbeitersiedlung der Nikopol-Mariupol-Gesellschaft – als Hauskirche 1900 gegründet und zunächst ohne eigenes Gebäude, sondern in der Pfarrschule untergebracht – nach der Oktoberrevolution geschlossen und später für die Straßenbahn abgerissen – Aussehen unbekannt, da kurzlebig und in der Peripherie                    |
| St. Peter-und-Paul-Kirche                 | Петропавловская церковь             |      | Доменний провулок 1A                                      | 1901      | bis nach 1930 |                                           | zweite orthodoxe Kirche der Arbeitersiedlung der Nikopol-Mariupol-Gesellschaft – in den 1930er Jahren zerstört und 45 Meter hoher Fallschirmsprungturm errichtet, heute dort der Kindergarten Nr. 131 – zugehörige Schule jetzt Schule Nr. 21 – Aussehen unbekannt, da kurzlebig und in der Peripherie                                                   |

## Vor 1939 zerstörterömisch-katholische Kirchen
| Name                     | Russischer Name | Bild | Adresse                          | Baujahr   | Erhalten | Architekt | Beschreibung                                                                                      |
| ------------------------ | --------------- | ---- | -------------------------------- | --------- | -------- | --------- | ------------------------------------------------------------------------------------------------- |
| Mariä-Himmelfahrt-Kirche |                 |      | Ecke вулиця Торгова / Італійська | 1853–1860 | nein     |           | Gemeinde 1853 gegründet – häufig auch nur: russisch Католическая церковь bzw. Католический костёл |

## Vor 1939 zerstörteevangelische Kirchen
| Name                           | Russischer Name     | Bild | Adresse | Baujahr | Erhalten | Architekt | Beschreibung |
| ------------------------------ | ------------------- | ---- | ------- | ------- | -------- | --------- | --- |
| Evangelisch-lutherische Kirche | Лютеранская церковь |      |         | 1910    | nein     |           | Den evangelischen Arbeitern der Hüttenwerke stand zunächst eine orthodoxe Kirche in der Stadt offen, bevor sie einen Neubau erhielten – nach der Oktoberrevolution geschlossen und zunächst wohl Klubhaus, in den 1930er Jahren Kino «Metallurg» – Aussehen unbekannt, da sehr kurzlebig und in der Peripherie |

## Weitere Sakralbauten
| Name                                       | Ukrainischer Name                   | Bild | Adresse                           | Religion           | Baujahr   | erhalten | Beschreibung |
| ------------------------------------------ | ----------------------------------- | ---- | --------------------------------- | ------------------ | --------- | -------- | --- |
| Kapelle der Gottesmutter von Tschenstochau | Каплиця Матері Божої Ченстоховської |      | Вулиця Бестужева 60               | römisch-katholisch | 2003      | ja       | Drei Pauliner-Äbte kamen 2003 aus Polen nach Mariupol und kauften ein Haus, das sie als Kapelle einrichteten. |
| Kapelle der göttlichen Barmherzigkeit      | Каплиця Божого Милосердя            |      | проспект Металугрів 137А          | römisch-katholisch | 2016      | Rohbau   | Im Jahr 2007 als katholischer Kirchen-Kloster-Komplex begonnen, aber bisher nur Teile des Gebäudes als Kapelle eingerichtet, welche 2016 eingeweiht wurde. Fertigstellung aufgrund des Krieges unwahrscheinlich, da viele Gemeindemitglieder bereits in den Jahren von 2014 bis 2016 die Stadt verließen. Bistum Charkiw-Saporischschja |
| Christ-Erlöser-Kirche                      | Церква Христа-спасителя             |      | Морський бульвар 11               | baptistisch        |           | Ruine    | Während der Belagerung von Mariupol im März 2022 schwer beschädigt. – im November 2022 repariert (neu gedeckt) |
| Bethanienkirche                            | Церква „Віфанія“                    |      | Волочаївська вулиця 91            | baptistisch        |           | Ruine    | Während der Belagerung von Mariupol am 30. März 2022 zerstört. |
| Kirche „Pier der Erlösung“                 |                                     |      | Флотська вулиця 37                | baptistisch        |           | Ruine    | Während der Belagerung von Mariupol am 23. April 2022 schwer beschädigt. – Notsicherung begonnen |
| Zentralkirche                              | Центральна церква                   |      | Карасівська вулиця 20             | baptistisch        |           | ?        | |
| Bethaus                                    | Дім молитви                         |      | 9-го Травня вулиця                | baptistisch        |           | ?        | |
| Bethaus Staryj Krym                        | Дім молитви                         |      | Staryj Krym, Центральна вулиця 61 | baptistisch        |           | ?        | |
| Süleyman-und-Roxelane-Moschee              | Мечеть Сулеймана і Роксолани        |      | Südrand Primorski-Park            | islamisch          | 2005–2007 | ja       | Hauptmoschee der Stadt, erbaut mit Geldern der türkischen und aserbaidschanischen Gemeinde |
| Chassidische Synagoge                      |                                     |      | Харлампіївська вулиця 6           | jüdisch            | 1864      | Reste    | Erste Synagoge der Stadt – erhielt 1880 ihre Kuppel – im Zweiten Weltkrieg zerstört – Teile des Fundaments & Bogentore erhalten – Nebengebäude von Schule genutzt – heute Synagoge ebenfalls dort (im Hof) angesiedelt |
| Choral-Synagoge                            |                                     |      | Георгіївська вулиця 18            | jüdisch            | 1882      | Ruine    | Als Zweitsynagoge erbaut, aber bald ausgebaut und Hauptsynagoge – in den 1930er Jahren zwangsweise geschlossen und Umnutzung, in den 1940er Jahren Massenmord an der jüdischen Bevölkerung und Beschädigung der Synagoge 1944, danach wechselnde Nutzung als Schule, bis das Dach unter der Schneelast in den 1990er Jahren einbrach, 2015 Antrag auf Rückübertragung, 2021 städtische Unterstützung bei Wiederaufbau verkündet, Status als Kulturdenkmal in Aussicht gestellt |
| Synagoge                                   |                                     |      | Миру проспект 35                  | jüdisch            |           | Ruine    | Wohnhaus, in dem sich die Synagoge befand |
| Synagoge                                   |                                     |      | Італійська вулиця                 | jüdisch            |           | ?        | eventuell Nachfolger der ersten Synagoge, die bis 1864 eine gemietete Scheune in derselben Straße darstellte |
| Synagoge                                   |                                     |      | Миколаївська вулиця 28            | jüdisch            |           | Ruine    | später in einen Kindergarten umgewandelt – zuletzt als Kirche der Siebenten-Tags-Adventisten genutzt – während der Belagerung von Mariupol am 5. April Gebäudeecke komplett zerstört |

Daneben gibt es Andachtsstätten religiöser Gruppen und Gemeinschaften wie der Mormonen, der Zeugen Jehovas, die an mehreren Stellen der Stadt zu finden sind oder auch des Religiösen Zentrums der Kirche Gottes der Ukraine (ukrainisch Релігійний центр Божа церква України).